# FACOM
FACOM（ファコム）は、富士通が自社製コンピュータに使用していた商標。“Fujitsu Automatic COMputer”から（1967年の商号変更以前は "Fuji"）。1990年5月に「FACOM」ブランドが「FUJITSU」に変更されるまで主要なコンピュータのブランド名に使われた。
アメリカ合衆国ではフェイカムと発音される。

FACOMのロゴ

FACOMは、池田敏雄 （1970年〜1974年に役員、死後に専務）、山本卓眞（1981年〜1990年に社長）、山口詔規が1954年10月に完成させたリレー式計算機 FACOM 100から始まる。
FACOMの番号付けは、100番台がリレー式、200・210番台がパラメトロン、以後は電子式（トランジスタ、集積回路）となっている。初期には、下2桁が00は試作機（100と200）、10の位は順番、1の位は計算機の桁数、という規則や、10の位が0はパラメトロンで科学用、1はパラメトロンで事務用、2はトランジスタで大型汎用、3はトランジスタで科学用、4はトランジスタで事務用、という規則もあったが、いずれも230シリーズより前の話である。初期には300番以降の番号もコンピュータに使われているが、後にはFACOM 603磁気テープ装置のように周辺機器にあてられている。

## リレー式計算機
以下で述べるFACOMの名の付いたリレー式計算機はプログラム制御方式である（という点ではコンピュータと言える）。プログラム制御方式であってもプログラム内蔵方式とするか否かは、具体的にどの程度メモリにプログラムを置けば「プログラム内蔵である」とするのかについて議論がある点だが、高橋秀俊によれば、リレー計算機でプログラム内蔵方式を採用したものは無い、とされている（プログラム内蔵方式の記事を参照）。情報処理学会のコンピュータ博物館ウェブサイトでは、FACOM 128Aを「プログラム非内蔵」としている。
また、日本ではコンピュータのことを電算機などと言うことがあり、「電算業務」といった形で電算と略しても使われているが、情報処理学会が歴史について調査した際に、学会誌『情報処理』に掲載された富士通における歴史を述べた記事によれば、このリレーによる計算機の時代に計算サービスを開始した際に（「電子」じゃないけど、ということで）使い始めた言葉であろう、と書かれている。
開発の経緯
富士通信機製造では、1935年（昭和10年）頃から、リレーを使った装置の応用として演算回路を試作していた。1943年（昭和18年）には海軍からの委託で暗号解読装置を製作している（これらは塩川新助、高田重男、青山鉄夫らによる）。なお、中嶋やシャノンにより、論理回路の理論が始まったのが、1930年代末である。
戦後は、戦災で焼失した東京都の統計課のIBM製統計会計機を代替する、電気式分類集計機「山下式画線統計機」を山下英男の指導の下に製作、1951年5月に納入した（同機は総理府統計局には日本電気から納入されている）。
1952年、東証が機械化を検討し、山下を通して富士通に、リレーによる株式取引高精算装置の開発が打診された。尾見半左右、小林大祐の下で池田敏雄、山本卓眞らが開発し、1953年3月に試作機が完成した。受注には至らなかったが、FACOMに与えた影響は大きい。
株式取引高精算用計算機が不採用だったことについては、山本卓眞によれば入出力が電信用紙テープだったためパンチカードマシンより遅かった、動作が不安定だった、という2点を挙げている。動作を不安定にしたエラーの原因は後に接触不良と判明し、FACOM 100ではこの経験を生かし自己検査回路により信頼性を向上し成功させた。

### FACOM 100
FACOMは、池田敏雄 、山本卓眞、山口詔規が1954年10月に完成させたFACOM 100から始まる。FACOM 100は、富士通が最初に製作したコンピュータであり、日本最初期のリレー式計算機のひとつでもある。当時、使用できるデバイスとしては真空管もあったが、真空管は寿命が短く、故障率が高かったことや、富士通が電話交換機を製造していた関係でリレーが豊富に使用可能だったことからリレーが採用された。以前から、真空管式のカウンタなど基本回路の実験も行ってはいたが、ただちに電子計算機の開発に進むには、技術的にも経済的にも、制約条件が大きかったないし無理があった、とされている。
（FACOMに限らずリレー式の計算機一般について言えることであるが、現代のほとんど全てのコンピュータのようなクロック同期設計ではなく、その多くが非同期設計であることに注意が必要である。FACOMのリレー式計算機も非同期設計である）
東証の計算機の経験からリレーの接触不良に対処するため、自己検査回路により、誤動作が起きた場合にはそれ以上動作が進まないような回路とし、誤った結果は出力しないというある種のフェイルセーフ設計とした。FACOM 100は十進法の計算機で、演算装置の符号系には3増し符号を使っているが、その冗長性を利用してパリティ的なチェックを行うものである。ノーベル賞受賞者の湯川秀樹が「人手では2年はかかる多重積分を3日で解いた」と高く評価した。FACOM 100は試作・実験機であり、販売されることはなかったが、計算機が他にほとんどない時代であり（日本初の真空管によるコンピュータが稼働したのは1956年のFUJICである）、FACOM 100を利用した計算サービスを提供して、社内はもとより、官民学の計算需要に対して実用に供せられた。
なお、池田による『科学』1955年6月号の記事「リレー式電気計算機について I」中には、FACOM 100に引き続いて完成予定の計算機として、FACOM 118という番号が見られる。
また、この頃に電気試験所が設計したETL Mark IIの製造を依頼され、1955年11月に完成させている。

### FACOM 128
FACOM 128は1956年に完成した富士通最初の商用コンピュータである（1958年に改良を行ったため、1956年に完成したものはFACOM 128A、改良版はFACOM 128Bとしている）。FACOM 128はインデックスレジスタや割込みが採用されていた。また、自己検査回路で誤動作を検知して停止している場合に、自動的に再計算するようになっていた。FACOM 100の3増し符号に代えて二五進法を利用しているが、100と同様に符号の冗長性を利用してチェックを行っている。また、コンプリメントの回路を必ず付加して完全にチェックをとる、（リレーの）メイクの接点（リレーが働いた時に繋がる接点）のみで構成する、といった方式を取った。
インデックスレジスタのアイディアは、池田らと、前述の電気試験所で計算機にかかわっていた駒宮安男らとのディスカッションの中から出てきたもので、海外のそれ（en:Index register#Historyを参照）とは独立に生まれたものである。
富士通沼津工場「池田敏雄記念室」に1959年製造のFACOM 128B（1970年頃まで日本大学理工学部で使われていた個体。電子式コンピュータ発達後の最後の頃は、主に宇野利雄が自身の数値解析の研究にはこれで十分だと使用していたもので、この規模のリレー式計算機としては恐らく最後まで運用されていたものと考えられている）が保存されており、見学可能である。動態保存されている同様の計算機としては世界最古と言われている。2006年末に、富士通は同機を2019年まで延命させるプロジェクトを発足させていることが報じられた。
FACOM 128の1号機が納入された統計数理研究所の資料では、同所の本機を指して「継電器式万能計算機 TSK II」とある。

### FACOM 138A
1960年のリレー式計算機で、128Aの廉価版である。富士通川崎工場 "Fujitsu Technology Hall" にて動態保存されている。工場の一般公開イベント時などに見学できることがある他、社会科見学なども受け入れている。
FACOM 128B, FACOM 138Aにはレンズ計算用プログラムがありカメラメーカーからの需要があった。128Bの1号機はキヤノン、138Aの1号機はオリンパスに納入している。

### その他のリレー式FACOM
顧客に応じて設計された小型の専用計算用と思われる、100番台でない、以下のようなリレー式のFACOMの記録が残っている。ハイフンを付けている資料もあるが、『池田記念論文集』巻末の機種一覧では付けていないので、ここではそれに従う。
FACOM 415A
統計数理研究所の資料に、FACOM 128以前の計算機として、FACOM 415（415Aとも。他に「継電器式自動計算機 TSK I」とも）という名前が見られる。
FACOM 318A, FACOM 415A, FACOM 416A, FACOM 426A, FACOM 426B, FACOM 514A, FACOM 524A, 自己相関係数計算機
『池田記念論文集』巻末の機種一覧（該当部は pp. 255～260）によれば、光学計算を主とした科学用、品質管理等の統計用、相関係数用、事務用などといったリレー式計算機として、これらの機が挙げられている。

## パラメトロン
富士通はリレー式に引き続き、パラメトロンを使ってコンピュータの開発を行った。パラメトロンと富士通の関わりでは、パラメトロンの総本山である東大高橋研究室と共同で研究開発を行い、最速のパラメトロン機FACOM 202を作ったことなどが特筆される。
FACOM 200
1958年9月完成の試作機。

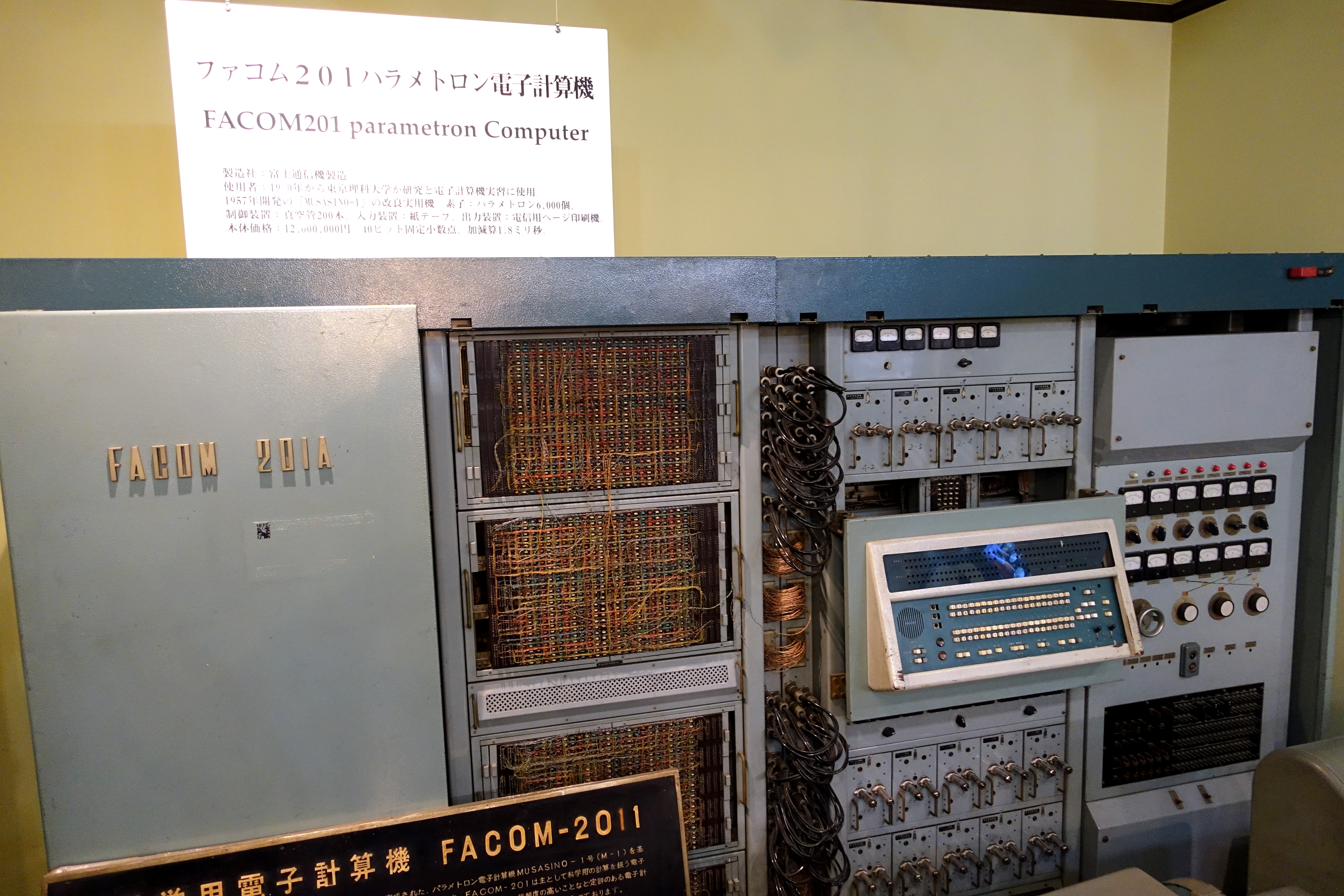
FACOM 201
1959年、MUSASINO-1をベースに開発したMUSASINO-1Bを製品化したもの。MUSASINO-1Bの製作ではコアの機械的振動による妨害をどう防ぐかに苦心し、後藤英一のアドバイスによりパラフィンを塗って防振を図ったが簡単には収まらず、各種の材料が試された。
FACOM 202
1960年完成。高橋研究室と共同で研究開発を行ったPC-2を元に製品化したもの。通常のドーナツ型のフェライトコアではなく、パラメトロン素子専用に設計されためがね型コアを使用するなどして、動作周波数60キロヘルツとパラメトロンコンピュータとしては最速であり、当時は速度的に不利だった接合型トランジスタで作られたETL Mark IV Aより速かった。高橋研究室の研究成果である割込みを備える。記憶装置にはパラメトロンコンピュータに独特の2周波式のコアメモリを使っているが、発熱が大きいため、コアにひれを付けたり油浸にしたりしている。
FACOM 212
1959年4月出荷。FACOM 200を基に開発した1ワードが十進12桁で、パンチカード「フジカード」の入出力や印刷出力といった事務処理向けスペックの商用機。

## 初期のトランジスタ機

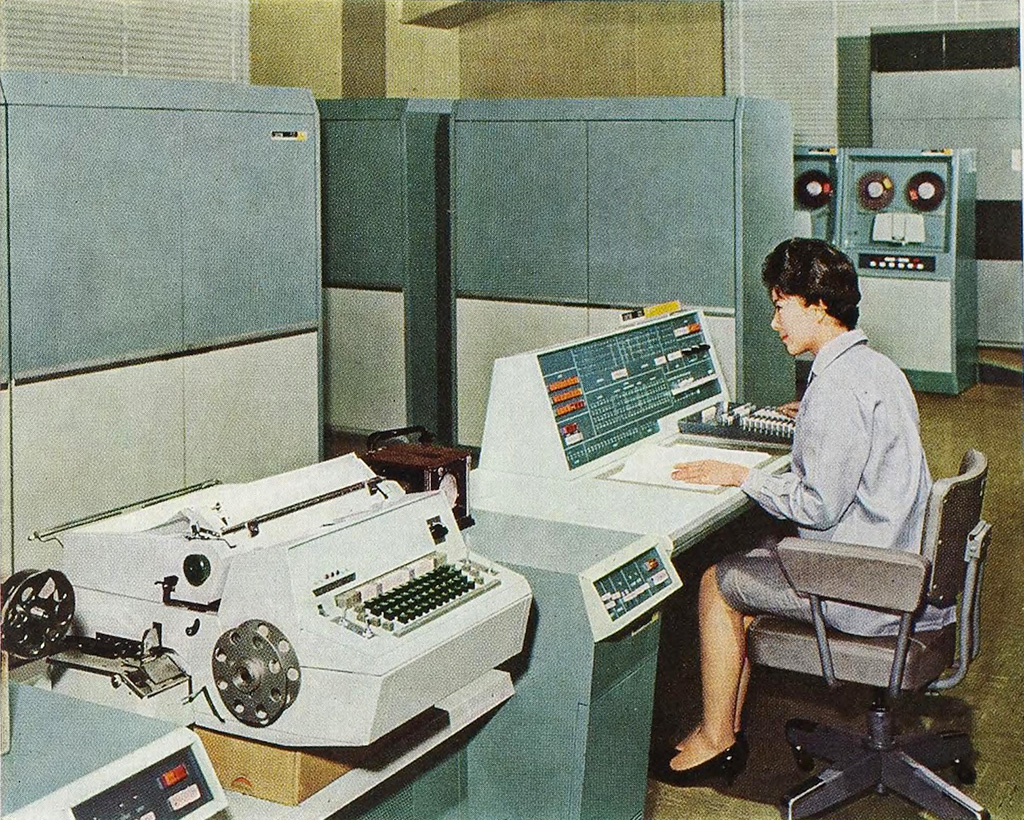
浜ゴムビル内富士通電算機センターにてFACOM 222

この頃、複数メーカーがETL Mark IVをベースにトランジスタ機を作っているが、富士通は作っていない。また、ETL Mark IV（をベースとした機）ではトランジスタ数の節約のため動的なフリップフロップによる論理回路を使っているが、富士通では必要なトランジスタ数は増えるが静的な回路を採用した。
貨報計算機
トランジスタ式ではなく真空管を使用、またFACOMの名も付いていないが、富士通が製作した初期の電子計算機（唯一の真空管機である）としてここに挙げる。
国鉄は戦後、サイバネティックス化を指向し、各現場にコンピュータの導入を図った（「MARS」がよく知られている）。1956年度の技術課題として、貨車の集配用の通信系と、それを通じて集めた「貨報」（貨物日報の略。カホと読む。貨物の管理・計画用の帳票のこと）を処理する計算機として、国鉄の鉄研が設計し、富士通が製造した。国鉄側の人物による述懐談によれば、一旦は富士通（当時パラメトロンに関与していた）に試作を依頼して辞退されたが、富士通の工場を訪ねて担当者に、回路設計まで国鉄でやるので、製造設計と製造だけをお願いしたいと無理を言って引き受けてもらったものと言う。マージン不足で安定化に苦労し、富士通も大変だったと思われる、としている。
1958年10月完成。専用機だが、パラメトロン機を除けば、日本で最初の磁気コアメモリを採用した実用の電子計算機である。本機の経験として重要な点として、クロック同期設計をはじめとする、リレーと電子計算機で異なる点についての技術の蓄積、電子計算機の高速性に対応できる周辺機器の開発促進、という点が挙げられている。
貨報の処理についての後継機には、国鉄は沖のOKITACを採用した。
FACOM 222
プロトタイプ機222Pが1960年10月製作終了、61年2月試験完了。商用機222Aが1961年4月製作完了、同11月納入。
富士通で初めてトランジスタを採用したモデルである。222Aは1万語のコアメモリを搭載。1台1万語の磁気ドラムを最大10台まで接続可能。"222"の語呂合わせで、フ・ジ・ツーと言った。
222Pから事務用には不要な部分を除き、小型化したFACOM 241(C)がある。
FACOM 231
1963年3月完成。従来の小型機が固定長ワード指向で主記憶にドラムを使用していたのに対し、可変長ワード指向で汎用機を目指し、主記憶にはコアを使用した。
IBM 1401の発表に刺激され、より効率の良い可変語長機を検討して決定された仕様である。

## FACOM 230 シリーズ

FACOM 230-10,30,50の新聞広告

1964年の4月7日（日本では翌4月8日）、IBMがSystem/360を発表した。System/360は、統一されたアーキテクチャを持ち、あらゆる用途向け（360度）に設計された、上位モデルから下位モデルまでをシリーズ化したコンピュータであった。
以前はIBMのコンピュータが「IBMのUNIVAC」と呼ばれるなど、IBMは後発と扱われていたが、360によりIBMは完全にリードを得た。他のコンピュータメーカのほとんどが360に影響を受け、自社のコンピュータについて「シリーズ」あるいは「ファミリー」とすることが流行のようになった。しかし、その場合多くが360のそれとは異なり、もともとは別々に設計されたものをそのように称した、というものが多く、富士通もまた、以下で述べるようにFONTACを改良して製品化する際にFACOM 230-50とし、先行機FACOM 230はFACOM 230-30とサフィックスを付け、また以降のコンピュータをFACOM 230-何々として、FACOM 230ファミリとした。
FACOM 230は、中小型では可変語長方式、大型では固定語長方式を持つ独特なファミリであった。実際のところ設計中はFACOM 230-10はFACOM 800、FACOM 230-50はFACOM 250であった。

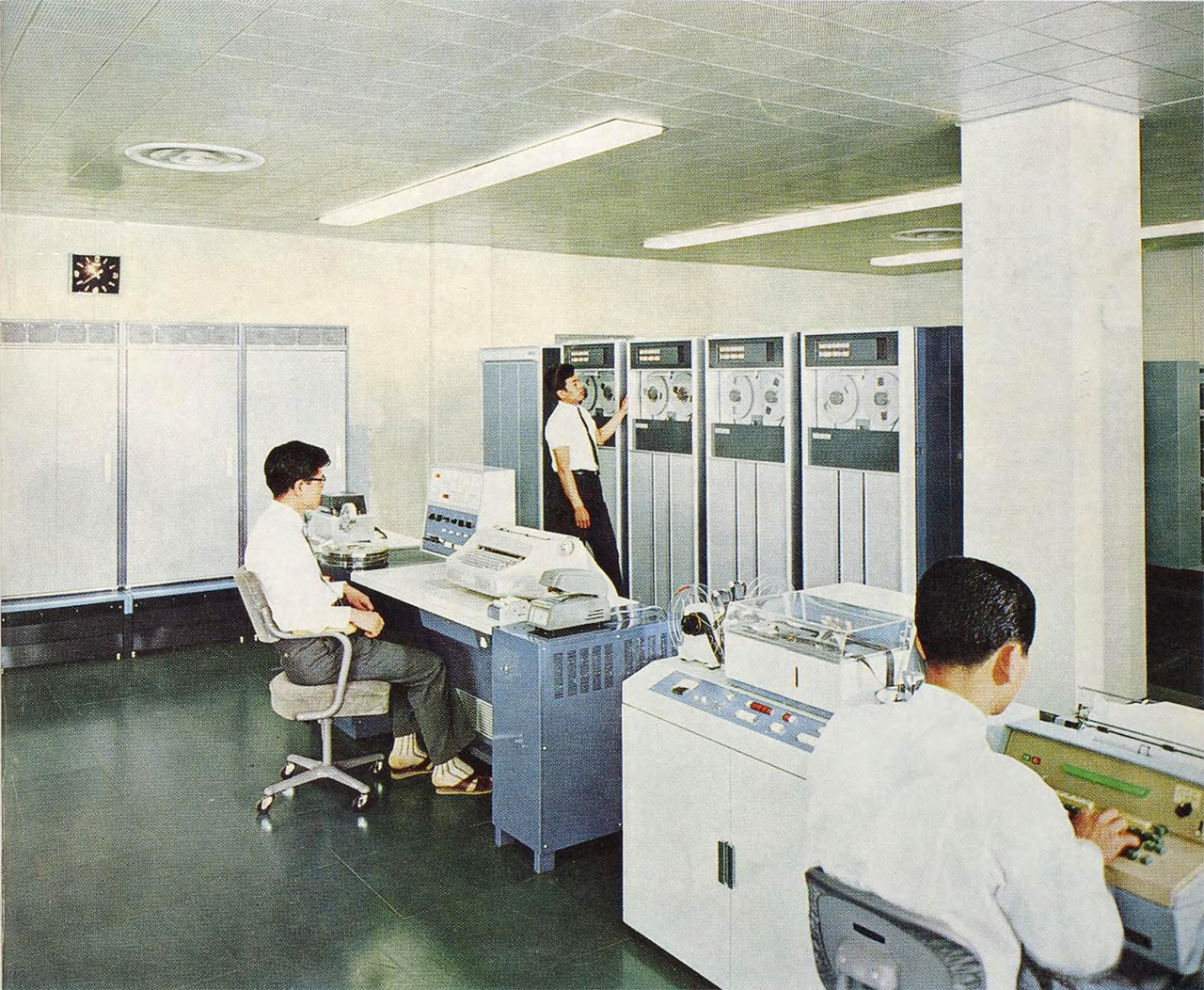
労働省職業安定局労働市場センターにてFACOM 230

FACOM 230 / FACOM 230-30
FACOM 230は1964年5月発表。FACOM 231の機能を完全に包含、プログラムが変更なしに完全に動作する互換性を実現し、さらに高速化した。次に述べるFONTACが、製品化の際にFACOM 230-50としたのにあわせ、FACOM 230-30と改名された。
FONTAC / FACOM 230-50
国策により、1962年にプロジェクトが発足された富士通(F)・沖(O)・日電(N)の共同計画によるコンピュータであるが、内実としてはCPUの「FONTAC Central」をF、周辺プロセッサをOとNが担当する、というものであった。FONTACは1964年11月に完成・納入された。富士通はFONTAC Centralを改良し、FACOM 230-50として製品化した。
FACOM 230-10 （1965年）
シリーズ最小だが、それを補う仮想記憶（ソフトページング方式）を搭載。かな文字COBOLを実装。
シリーズの発表
1965年の9月に、富士通は全7機種から成る「FACOM 230 シリーズ」を発表した。
FACOM 230-60 （1968年）
日本で初めてICを採用したベストセラー機種。主記憶装置および入出力装置を共有する本格的デュアルプロセッサ。世界で初めてマルチプロセッサ構成を採用。日本電信電話公社のデータ通信サービス「DRESS」や全国銀行データ通信システムをはじめ、1975年3月までに122台が販売された。
FACOM 230-60は、東大での対日立戦のリターンマッチと言える、東大に引き続き設置された京大の大型計算機センターで採用されたことが特筆されるさらに九州大学でも採用された。

### FACOM 230-5 シリーズ
FACOM 230-25,230-35,230-45 （1968年）
2バイト1語の16ビットマシン。FACOM 230-25/230-35で主記憶にICメモリを採用し、仮想記憶（ソフトページング方式）も採用。
FACOM 230-45S, 230-55 （1974年）
ハードウェアによる仮想記憶（ページアドレス方式）を採用。
FACOM 230-75
230-60の後継機。次に述べるAPUの付加が特筆される。
FACOM 230-75 APU （1977年）
FACOM 230-75に、科学技術計算向けのパイプライン方式「アレイプロセッサ」（ベクトル計算機）を追加して計算能力を強化した機。22M FLOPSを達成した。航空宇宙技術研究所（NSシステム）などに納入された。Cray-1に遅れることたった1年であり、後のVPシリーズにつながる。

## FACOM 270 シリーズ
FACOM 230シリーズと平行して、科学計算・プロセス制御用としてFACOM 270シリーズを開発した。超小型のFACOM 270-10、小型のFACOM 270-20、中型のFACOM 270-30の3機種。
これらの用途にはすでに発売されていたFACOM 231も使用されていたが、さらにオンライン・リアルタイム処理にも対応した。
テンヨーの「プラパズル」の No.345 に「FACOM」という名が付いているが（ペントミノ#立体ペントミノを参照）、これは当コンピュータにちなむ。それら（他にも No.783 等）のパズルの全解の数についてパズル添付の説明書に、富士通の好意により FACOM 270-20 でxx通りと計算された旨、書かれていた。

## FACOM M シリーズ (メインフレーム)
FACOM Mシリーズは日立製作所と技術提携して作られた、IBM System/360・System/370のプラグコンパチブルのメインフレームである。FACOM M-100シリーズ初号モデルのFACOM M-190はアムダール社との共同開発で、姉妹機にあたるAmdahl 470V/6と共に、世界初の全面的にLSIを採用したメインフレームである。HITAC Mシリーズと共通のイニシャル「M」は通産省（MITI）に由来する（後述）。
過去のFACOMと異なるIBM互換にした理由の1つは、買い手が互換性を求めていたことである。1960年代中盤の東京大学大型計算機センターの導入機選定（1965年設置だが、選定は1964年1Qで、System/360の発表とも被っている）の際に富士通はFONTACをベースとしたマシン（のちのFACOM 230-50）の採用を目指していたが日立のHITAC 5020に敗れ、その理由が国際互換性（実質的にIBM互換）の問題とされた（と、田原は書いているがHITAC 5020も全くIBM互換ではない。また情報処理学会が2007年に行った山本へのインタビューでは50ではなく230-60が敗れたとしているが、60では開発時期と選定時期の前後が合わない）。互換性のあるOSが必要だとされたとも科学技術計算のために、日本国外で開発されたFORTRANのライブラリが使えることが重要視されたともいう。選定する側の一人であった東大の有馬朗人が、『東京大学大型計算機センター10年のあゆみ』（NCID BN02626008）に寄せた「機種選定について　――個人的回想を中心に」には、互換性といった言葉は全く無く、HITAC 5020について「試作機ができ上がっていた」という語がある（情報処理学会コンピュータ博物館によれば同機の「第1次の試作が完了」は1963年5月。一方FONTACの完成・納入は1964年11月）。アメリカ市場へ新規参入するためには、一層IBM互換が必要と考えられた。
2つ目の理由として日本のOECD加盟などの際は例外とされていたコンピュータについても1970年代に自由化が決定されたことである。保護政策無しでは世界市場で60%、日本市場で50%のシェアを持つIBMに対抗できないと想定した通産省は日本の6社を3グループ化し、体制強化を図り、富士通は同じくIBM互換路線を取った日立製作所と提携した（詳しくは三大コンピューターグループを参照）。以上のような経緯によるため、FACOMと日立HITACの両方が副系列名に使った「Mシリーズ」の「M」は、通産省（MITI）から来ている。
IBM互換機の開発に先立つ1969年、富士通の池田敏雄はIBMでSystem/360を設計したジーン・アムダールと会談している。この時、アムダールはIBMの後継機へ新技術の導入を検討していた。アムダールは提案が却下されると、1970年にIBMを離れアムダール社を設立した。池田とアムダールは意気投合した。
前述のように日立と提携していたわけだが、富士通はアムダールとも提携し、アムダールに投資するとともに兄弟機を共同開発することを合意、1971年12月に「アムダール・プロジェクト」を開始し、ノウハウを得た。日立との提携が共同開発にとどまるものだったのに対し、アムダールとは投資や、後々には経営のテコ入れも伴う大幅なものだった。
富士通は1970年に、先行されていた日立を抜き、日本市場で日本メーカーの売上トップを獲得していたが、FACOM Mシリーズによって1979年にIBMを抜いてトップになった。
FACOM M-190 （1974年）
富士通初のIBM互換機で最上位機。LSIを採用した超大型機でIBM System/370の2〜3倍の性能。当時、世界最大・最速。アムダールの兄弟機は470V/6、日立から同時に発表となったMシリーズはHITAC M-180。
FACOM M-200 （1978年）
M-190の1.5〜1.8倍の性能だが、最大4 CPUのマルチプロセッサ構成が可能。この時、5 CPU分の速度に達する。当時、世界最大・最速。
FACOM M-130F, M-140F, M-150F, M-160F, M-170F （1979年）
日本で初めて本格的な日本語処理機能、JEF(Japanese processing Extended Feature)を搭載。日本語に対応したソフトウェアと、日本語入力用のタブレットや漢字ドットインパクトプリンタで構成。
FACOM M-380, M-382 （1981年）
31ビットアドレス空間（2Gバイト）をサポート、ECL/TTL LSIを採用した超大型機。最大2CPU、最大物理メモリはM-380が64Mバイト、M-382が128Mバイト。
FACOM M-780 （1985年）
10,000ゲート/チップのECL LSIを採用した超大型機。最大物理メモリ256Mバイト、最大64チャネル。水冷。

## VPシリーズ (スーパーコンピュータ)
ベクトル型スーパーコンピュータのシリーズである（なお、実質的には前述のFACOM 230-75 APUが富士通初のスーパコンピュータである）。ベクトル演算プロセッサを搭載していることからVP。クレイ、日本電気のSXシリーズ、日立のSシリーズと共に、世界を舞台に激しい競争を演じた。VPという名はワンチップ化されたμVPにも使われた。後に、FACOMの名は付かないが、並列ベクトル機VPPへとつながる。
FACOM VP-100, VP-200 （1982年）
実際のFORTRANプログラムの分析を元に設計された。最大500 MFLOPSを達成した(VP-200)。
FACOM VP-400（1985年）
1985年には、性能を強化した上位機FACOM VP-400が発表され、世界で初めて1GFLOPSを超えた処理性能を実測した。
VP2000ファミリ（1988年）
1988年12月に発表された。ハイエンドのVP2600は5GFLOPSを超える処理性能を実測し、1990年に世界記録を樹立した。

## オフコン・ミニコン・言語マシン・ワークステーション
FACOM α （1984年）
いわゆるLISPマシン。単独では動作せず、Mシリーズのバックエンドとして使用する。人工知能の研究やエキスパートシステムに使用された。30台が製造され、慶應義塾大学などに納入された。

### ミニコン
FACOM R （1969年）
デスクトップサイズを実現したミニコン。手軽に使用できる単独のコンピュータとして、また、FACOM 230シリーズの周辺機器として使用された。
FACOM U-200
多目的制御用16ビットミニコン。
FACOM Mate （1975?年）
テープリーダなども内蔵したオールインワンのミニコンで、工業高校や専門学校など、教育機関向け。
FACOM V0 （1974年）
ユーザック電子工業（現PFU）と共同開発したFACOM 230-10、USAC 720/90の後継機。バッチ処理、帳票出力など、ビジネス向け。
FACOM Bm（1975年）
ユーザック電子工業の「USAC 820」のOEM品。FACOM V0シリーズの下位機種としての位置づけだった。
FACOM S-3000シリーズ (1983年)
富士通初の32ビットスーパミニコン。パナファコム（現PFU）と共同開発。S-3300とS-3500の2機種がある。FACOM M-300シリーズの資産をベースにミニコンとしての機能を追加。

### FACOM Aシリーズ(スーパーミニコン)
32ビットスーパーミニコン。A（エース）と読む。1987年から1990年にかけて発表された7機種（コンパクトA: A-30,A-50,A-70 / スーパA: A-300,A-400,A-500,A-600）がある。ユーザック電子工業（現PFU）と共同開発。Aシリーズは従来のPANAFACOM U-1000シリーズとFACOM/PANAFACOM S-3000シリーズの2系統を、UNIXカルチャのOSで1シリーズとして統合したもの。

### パソコン
FACOM 9450 （1981年）
パナファコム（現PFU）と共同開発したビジネス向けパーソナルコンピュータ。24ドット漢字表示など、当時の一般的なパソコンよりハイクオリティとなっていた。OAアプリケーションのEPOCファミリが用意された。

### FACOM Vシリーズ(オフコン)
1977年発表の3機種 (FACOM V，V0III，V0SIII)。汎用コンピュータFACOM Mシリーズの下位の位置づけ。FACOM 230-15の後継機。
その後、1979年4月から1982年7月にかけて新FACOM Vシリーズ4機種 (FACOM V-830STREAM，FACOM V-830，FACOM V-850, FACOM V-870)が登場。1985年にKシリーズに統合された。

### FACOM K シリーズ (オフコン)
FACOM K-10 (1984年)、K-10R（1986年）
ユーザック電子工業（現在のPFU）の「USACカマラード」のOEM品。デスクトップ型のオフコン。i8086を採用し、5インチ/8インチフロッピーディスクも内蔵可能。EPOCファミリも用意された。ちなみにK-10RではCPUをi80286に換装するなど高速化が図られた。FACOM K-10シリーズは当時の主流であったダム端末ではなく、スタンドアローンのオフコンとして利用することも、ホスト（サーバ）用のKシリーズ（FACOM K-200の系譜）に繋いでワークステーション（クライアント）として利用することもできた。なお内田洋行では USACカマラードを「オフコン」ではなく「ビジネスパソコン」との位置づけで販売していた。また、FACOM K-10シリーズのライバル機はNECのN5200シリーズであった。後継はFMGシリーズ。
FACOM K-200シリーズ (1984年/1985年)
FACOMシステム80とFACOM Vシリーズとの統合を図った。4機種 (FACOM K-10，K-230，K-240，K-250)。初めて分散プロセッサ方式を採用。
FACOM K-200シリーズRモデル (1986年/1987年)
9機種（K-220R, 230R, 240R, 250R, 260R, 270R, 280R, 290R, 300R）
FACOM K-600シリーズ (1988年)
K-610，K-630モデル10/20，K-650モデル10/20/30，K-670モデル10/20/30。FUJITSU K-600Siが後継。
FACOM K-100シリーズ(1988年)・・・K-10Rの後継
K-100モデル10/20，K-150モデル10/20/30，K-150LTモデル10/30。FUJITSU K-150Siシリーズが後継。
K-150シリーズよりCPUがインテルからモトローラに代わり、OSも「CSP」からUNIX Vベースの「SX/G」に変更されWINDOWシステム採用によりマルチタスク環境となった。
FACOM K-670 モデル40 (1989年)
オフコンで初めて3CPU構成を採用した。主記憶40M、内蔵ディスク13.3G。ワークステーション224台まで接続可能。

### FACOM G シリーズ (ワークステーション)
FACOM G-140, G-150, G-150A （1987年）
ワークステーション。Unix System Vを改良したSX/Gを搭載し、Unixであることを意識させないユーザーインターフェースを実現。専用ソフトウェアとしてEPOCH-Gファミリも用意された。Mシリーズ、Kシリーズ(PRIMERGY 6000)のクライアントとしても利用された。
FACOM G-250, G-250C (1988年)
初めての32ビットエンジニアリングワークステーション。UNIX System V R2.0準拠のOS SX/Gを採用。しかしながらこの分野は米国メーカが当時圧倒的シェアを誇っていたため、1988年にサン・マイクロシステムズ社のOEM供給を受ける形でFACOM Sファミリー (後のFUJITSU Sファミリー)の誕生につながっていく。

## その後の富士通コンピュータ
1990年5月以降、「FACOM」のブランド名は廃止され、「FUJITSU」に変更された。

### スーパーコンピュータ
ベクトル型はVP2000の後継として、1995年に超並列スーパーコンピュータであるVPPシリーズに繋がった。また、スカラーパラレル型超並列マシンの系統は1992年からのAP1000、AP3000の発表に繋がっていく。
また、固有名詞がつくスーパーコンピュータとしても導入されている。

### メインフレーム
1990年にFUJITSU M-1800が発売された。8CPU密結合で主記憶2Gバイト（システム 8Gバイト）、256チャネルという超大型機である。過去のMシリーズとも互換性はある。1995年にはFUJITSU 新M-1000シリーズが発表された。

1995年には、FUJITSU GSシリーズが発表される。

### オフィスコンピュータ
オフコンは、FMGシリーズに引き継がれていくことになる。

### UNIXサーバ・ワークステーション
UNIXサーバー・ワークステーションは、大別するとOSにUXP/DS等を搭載した富士通の独自アーキテクチャ系と、サン・マイクロシステムズ社のSolarisを搭載したオープンアーキテクチャ系とがしばらくの間併売されていく。その後、サン社と共同開発も行われた。

### PCサーバ
1992年7月に、32ビットEISAバス対応のPC/AT互換アーキテチャが採用されたPCサーバとしてFMR-340SVが発表され、FMサーバ、GRANPOWERシリーズと続いていくことになる。

### パーソナルコンピュータ
1981年よりパーソナルコンピュータ（当時はマイクロコンピュータと呼んでいた）の出荷が始まった。社内で扱う部所が異なった（他社にも多く類似例があるが、情報部門ではなく半導体部門による。ただし富士通の場合、マイクロプロセッサL-16Aは情報部門が開発した）という経緯もあるが、パソコンでは1990年よりも前からFM-8（Fujitsu Micro 8）に始まる「FM」という名が使われた（FACOM 9450(II)を除く）。